# Kunzit
Kunzit är ett mineral och räknas till ädelstenarna. Stenen är uppkallad efter gemmologen George Frederik Kunz. Kunzit kallas den violetta varianten av spodumen.
Kunzit upptäcktes först 1902 i södra Kalifornien. Den är lätt att klyva men hård och svår att slipa.

Kunzit förekommer i södra Kalifornien, San Diego och Riverside samt på Madagaskar.